# Geological Survey of Canada
Der Geological Survey of Canada (GSC) ist der staatliche geologische Dienst von Kanada. Er wurde 1842 zur Unterstützung des kanadischen Bergbaus gegründet und ging 1994 in Natural Resources Canada auf.

## Organisation
Hauptsitz ist Ottawa, wo er auch deren Datenzentrum für Seismologie und das geomagnetische Labor sind, und daneben Québec, Vancouver, Sidney (British Columbia), Calgary, Dartmouth (Nova Scotia). Es gibt die Unterabteilungen GSC Atlantic (Forschung im Atlantik-Schelf Kanadas), GSC Pacific (Forschung im Pazifik-Schelf Kanadas)  und GSC Calgary (für Forschung in Kanadas Sedimentbecken).

## Geschichte
Erster Direktor und Gründer war William Edmond Logan (Hauptsitz Montreal). Frühe Mitarbeiter waren auch der Paläontologe Elkanah Billings, Robert Bell und Joseph Burr Tyrrell. Viele der Sammlungen der kanadischen naturhistorischen Museen gehen auf die Sammeltätigkeit des GSC zurück. Logan organisierte Ausstellungen von kanadischen Mineralien bei der Weltausstellung 1851 in London und 1855 in Paris und 1863 wurde die Monographie Geology of Canada veröffentlicht. 1877 erhielten sie eine gesetzliche Grundlage als offizielle Behörde Kanadas und 1881 zogen sie nach Ottawa in ein Gebäude in der Nähe des Byward Markets (Ehemaliges Gebäude des Geological Survey of Canada).
Neben Bodenschätzen waren auch die Erkundung transkontinentaler Eisenbahnstrecken eine Aufgabe des GSC Ende des 19. Jahrhunderts. Der dritte Direktor George Mercer Dawson ließ vor allem in British Columbia prospektieren und das Klondike-Gebiet vor dem Goldrausch erkunden. Robert Bell erkundete über drei Jahrzehnte lang den Norden und Westen Kanadas einschließlich Hudson Bay und Hudson-Straße. Albert Peter Low (1861–1942) erkundete Labrador und die Ungava-Halbinsel und entdeckte dort große Eisenvorkommen. Außerdem erkundete er 1903/4 mit der Neptune die arktische Inselwelt Kanadas. Joseph Tyrrell entdeckte Kohle und Dinosaurier in der Provinz Alberta und untersuchte die Gebiete westlich der Hudson Bay. J. Mackintosh Bell untersuchte um 1900 das Gebiet zwischen Lake Athabasca und dem Great Bear Lake (er leistete damit Vorarbeiten für die Entdeckung von Uranvorkommen 1930 durch den privaten Prospektor Gilbert LaBine).
Im Ersten Weltkrieg und danach litt der Dienst unter finanziellen Engpässen, was erst Mitte der 1930er Jahre durch Bereitstellung großer staatlicher Mittel im Rahmen einer kanadischen Version des New Deal geändert wurde. Einen weiteren Aufschwung erlebte der Dienst im Zweiten Weltkrieg und danach in der Prospektion nach Erdöl (bedingt durch einen Ölindustrie-Streik 1947) und Uran. Die Uransuche in den 1950er Jahren führte zu erheblich verbesserten Kenntnissen über das Kanadische Schild. Gleichzeitig ermöglichte die Prospektion von Flugzeugen und Helikoptern aus (einschließlich neuen geophysikalischen Methoden wie geomagnetische Erkundung aus der Luft) eine viel effizientere Kartierung (1952 bis 1958 wurde halb so viel Gebiet erkundet wie in dem ganzen Zeitraum zuvor). In der vom späteren Leiter des GSC Y. O. Fortier geleiteten Operation Franklin wurden 1955 große Teile der Arktis erkundet.
1966 wurden der GSC Teil des Department of Energy, Mines and Resources und war mit der Abschätzung der Bergbau-Ressourcen beauftragt. In den 1970er Jahren kamen Umweltschutz-Expertisen hinzu, zum Beispiel für große Pipeline Projekte. Gleichzeitig begann die Erkundung der Meeresschelfe in der 200 Meilen-Zone. Das setzte sich in den 1980er Jahren fort, besonders in Hinblick auf Öl- und Gasvorkommen im Meer und in der Arktis. Der GSC koordinierte auch die Beteiligung Kanadas am internationalen Ocean Drilling Program und ab 1984 die geophysikalische (seismische) Erkundung Kanadas im Lithoprobe Programm. 1986 wurden verschiedene staatliche geophysikalische Dienste integriert (Earth Physics Abteilung des Department of Energy, Mines and Resources).
In den 1990er Jahren koordinierte der GSC das National Geoscience Mapping Program (NATMAP), die Aktivitäten im Umweltschutz (und bezüglich des Klimawandels) verstärkten sich und in der Untersuchung von Gefahren im Geobereich (Fluten, Tsunamis, Erdbeben, Erdrutsche, Vulkane, magnetische Stürme, instabiler Untergrund). Ein weiterer Schwerpunkt war die Digitalisierung und breite Bereitstellung geowissenschaftlicher Information.
Mitte der 1990er Jahre wurden sie Teil von Natural Resources Canada (NRCan). Das jährliche Budget betrug 60 Millionen Dollar bei 550 Beschäftigten.